# Équipe cycliste Torpado
L'équipe cycliste Torpado est une équipe cycliste italienne, ayant existé entre 1951 et 1962. 
L'équipe était sponsorisée par la marque de vélos du même nom. Cette marque de vélos a également été co-sponsor de l'équipe cycliste italienne Magniflex de 1976 à 1978.
La formation italienne participe à 11 Tours d'Italie consécutifs entre 1952 et 1962. En 1956, Cleto Maule gagne une étape et se classe quatrième du général, juste devant son coéquipier Aldo Moser. Lors de l'édition 1962, Dino Liviero remporte la première étape et porte un jour le maillot rose.

## Principales victoires

### Courses d'un jour
- Trophée Matteotti : 1953 (Giuseppe Doni)
- Coppa Agostoni : 1953 (Andrea Barro) et 1954 (Aldo Moser)
- Grand Prix Ceramisti : 1954(Giuseppe Doni)
- Tour du Piémont : 1954 (Nino Defilippis)
- Tour d'Émilie : 1954 et 1955 (Nino Defilippis)
- Milan-Turin : 1955 (Cleto Maule)
- Tour de Lombardie : 1955 (Cleto Maule)
- Tour des Apennins : 1956 et 1958 (Cleto Maule)
- Tour des Quatre Cantons : 1958 (Cleto Maule)
- Tour de Vénétie : 1958 (Adriano Zamboni)
- Milan-Vignola : 1958 et 1959 (Adriano Zamboni)
- Tour de Toscane : 1959 (Adriano Zamboni)
- Trofeo Matteotti : 1959 (Adriano Zamboni)

### Courses par étapes
- Tour de Sicile : 1953 (Elio Brasola) et 1959 (Loris Guernieri)

## Bilan sur les grands tours
- Tour d'Italie
  - 11 participations (1952, 1953, 1954, 1955, 1956, 1957, 1958, 1959, 1960, 1961, 1962)
  - 9 victoires d'étapes :
    - 3 en 1954 : Nino Defilippis, Giovanni Pettinati et Annibale Brasola
    - 2 en 1955 : Nino Defilippis et Angelo Conterno
    - 1 en 1956 : Cleto Maule
    - 2 en 1961 : Renato Giusti (2)
    - 1 en 1962 : Dino Liviero

  - 0 victoire finale
- Tour de France, Tour d'Espagne : pas de participation